# Cantonul Le Louroux-Béconnais
Cantonul Le Louroux-Béconnais este un canton din arondismentul Angers, departamentul Maine-et-Loire, regiunea Pays de la Loire, Franța.

## Comune
- Bécon-les-Granits
- La Cornuaille
- Le Louroux-Béconnais (reședință)
- Saint-Augustin-des-Bois
- Saint-Clément-de-la-Place
- Saint-Sigismond
- Villemoisan